# غوستاف هيرمانز
غوستاف هيرمانز مواليد 12 مايو 1951 في بلجيكا، هو دراج بلجيكي سابق. سبق أن شارك في دورة الألعاب الأولمبية الصيفية.

## سجل النتائج

### سباقات أو مراحل فاز بها
- بطولة العالم لسباق الدراجات على الطريق

## روابط خارجية
- غوستاف هيرمانز على موقع أرشيف الدراجات (الإنجليزية)
- غوستاف هيرمانز على موقع إحصائيات الدراجات الإحترافية (الإنجليزية)
- غوستاف هيرمانز على موقع أوليمبيديا (الإنجليزية)